# آن بيشوب
آن بيشوب (بالإنجليزية: Ann Bishop)‏ (19 ديسمبر 1899- 7 مايو 1990) عالمة أحياء تخرجت في كلية جيرتون جامعة كامبريدج. تعد أحد النساء القلائل الأعضاء في الجمعية الملكية. ولدت في مدينة مانشستر، لكنها قضت الجزء الأكبر من حياتها المهنية في مدينة كامبريدج. تخصصت بيشوب في علم الأوليات Protozoology وعلم الطفيليات Parasitology، وكان عملها المبكر على الطفيليات الهدبية (ciliate parasites) -بما فيها الطفيل الذي يتسبب في إصابة الديوك الرومي المستأنسة بداء الرأس الأسود- هو الأساس لأبحاثها اللاحقة. درست بيشوب الأميبا الطفيلية أثناء عملها على رسالة الدكتوراه الخاصة بها، كما درست إمكانية استخدام العلاج الكيميائي في علاج أميبيات الحركة ومنها الزحار الأميبي.

إن أشهر عمل لبيشوب هو دراسة شاملة لطفيل المتصورة(Plasmodium)، وهو ما يعرف أيضاً بطفيل الملاريا، بالإضافة إلى بحث عن علاجات كيميائية مختلفة لعلاج هذا المرض. لاحقاً، درست بيشوب مدى مقاومة هذا الطفيل للدواء، وهو البحث الذي ثبتت قيمته للجيش البريطاني في الحرب العالمية الثانية. كذلك اكتشفت بيشوب احتمالية حدوث مقاومة عكسية في هذه الطفيليات في الوقت نفسه، كما اكتشفت الأولي الذي يُعرف بـاسم Pseudotrichomonas keilini. ودرست بيشوب بعوضة الحمى الصفراء أو الزاعجة المصرية (Aedes aegypti) -التي تنقل مرض الملاريا- كجزء من بحثها عن هذا المرض. انتخبت بيشوب عضواً في الجمعية الملكية عام 1959. وكانت هي من أسس الجمعية البريطانية لعلم الطفيليات (British Society for Parasitology) كما عملت بيشوب في لجنة الملاريا التابعة لمنظمة الصحة العالمية.

## حياتها
ولدت آن بيشوب في مدينة مانشستر بإنجلترا في 19 ديسمبر 1899. كان والدها جايمس كيمبرلي بيشوب صانع أثاث يملك مصنع أقطان ورثه عن والده. أما والدتها إيلين بيشوب (ولقبها قبل الزواج جينجر) فكانت تعيش بالقرب من مقاطعة بيدفوردشير. كان لبيشوب أخاً واحداً، ولد وهي في ال 13 من عمرها. ومنذ سن مبكر، رغبت بيشوب في استكمال أعمال العائلة، لكن سرعان ما تحول اهتمامها إلى العلوم بعد تشجيع والدها لها للالتحاق بالجامعة. قدرت بيشوب للموسيقى منذ سن صغيرة، فكانت تحضر بانتظام عروض أوركسترا هالي (Halle Orchestra) في مدينة مانشستر. أما كباحثة، اتصفت بيشوب بالانطوائية وبالدقة الشديدة، إذ كانت تفضل العمل بمفردها أو مع علماء آخرين ممن اعتبرت أن لديهم معايير عالية. كانت بيشوب رمزاً بارزاً لكلية جيرتون معظم حياتها. وقد أطلقت عليها صحيفة الغارديان في نعيها لها لقب «أعظم المنتسبات إلى جيرتون». عُرِف عن بيشوب أيضاً أنها طاهية ماهرة، ولطالما أزعجها نقص المعايير العلمية في الوصفات التي تجدها.

اشتهرت بيشوب في الكلية بقبعاتها المميزة، التي كانت ترتديها كل يوم في وقت الإفطار قبل السير إلى معهد مولتينو (Moltino Instutite) وهي مسافة تقدر بحوالي 3 أميال ونصف (5.6 كم). برعت بيشوب في التطريز كما قدرت الفنون، بالرغم من عدم إعجابها بالفن الحديث. قضت بيشوب أوقات فراغها في التنزه والسفر، خاصة إلى منطقة Lake District، لكنها نادراً ما غادرت بريطانيا. وقد اعتادت قضاء وقت في لندن في بداية كل عام، تذهب فيه إلى الأوبرا وحفلات البالية وتزور المعارض الفنية. وقرب نهاية حياتها، عندما قَلَّت حركتها بسبب مرض التهاب المفاصل، طورت شغفاً بتاريخ علم الأحياء وتاريخ الطب، بالرغم من أنها لم تنشر في هذا المجال مطلقاً. وافت المنية آن بيشوب بسبب الالتهاب الرئوي عن عمر يناهز ال 90 عاماً بعد فترة مرض قصيرة. وأقيم حفل تأبينها في المصلى الكنسي للكلية وقد حضره العديد من أصدقائها.
كان عملها الأكثر شهرة هو دراسة شاملة عن البلازموديوم، طفيلي الملاريا، وكذلك البحث في مختلف العلاجات الكيميائية لهذا المرض. وفي وقت لاحق، درست مقاومة الدواء في هذا الطفيلي، وهو البحث الذي نال قيمة لدى للجيش البريطاني في الحرب العالمية الثانية. وقد اكتشفت إمكانية المقاومة المتقاطعة في هذه الطفيليات خلال تلك الفترة نفسها. واكتشفت بيشوب أيضًا البكتيريا المشعرة الزائفة كيليني وعملت بالزاعجة المصرية، وهو ناقل لمكافحة الملاريا، كجزء من بحثها عن المرض. انتخبت بيشوب في الجمعية الملكية عام 1959، وكانت مؤسس الجمعية البريطانية لعلم الطفيليات وعملت في لجنة الملاريا التابعة لمنظمة الصحة العالمية.
ولدت بيشوب في مانشستر، إنجلترا في 19 ديسمبر 1899. كان والدها، جيمس كيمبرلي بيشوب صانع أثاث يمتلك مصنعًا للقطن ورثه عن والده. كانت والدتها إلين بيشوب (ني جنجر) تنحدر من منطقة قريبة من بيدفوردشير. كان لبيشوب شقيق واحد وُلد عندما كانت في الثالثة عشرة من العمر. وفي سن مبكرة، كانت بيشوب ترغب في مواصلة الأعمال العائلية، إلا أن اهتماماتها سرعان ما تحولت إلى العلوم بعد أن شجعها والدها على الذهاب إلى الجامعة.
ودفعها إعجابها بالموسيقى منذ سن مبكرة إلى أن تحضر عروض أوركسترا هالي في مانشستر بانتظام. وكباحثة، كانت انطوائية ودقيقة، تفضل العمل بمفردها أو إلى جانب علماء آخرين تعتبرهم من ذوي المعايير العالية. [4] لقد كانت دائمة الحضور في كلية جيرتون لمعظم حياتها. أطلقت عليها صحيفة الجارديان اسم «جيرتونيان أوف جرتونيانز» في نعيها. وكونها طباخة شغوفة، كانت بيشوب معروفة أيضًا بانزعاجها من قلة الإجراءات العلمية المتخذة في حق الوصفات التي اكتشفتها.
كانت بيشوب معروفة في الكلية بقبعاتها المميزة التي كانت ترتديها لتناول الإفطار كل يوم قبل التوجه مشيا إلى معهد مولتينو على بعد 3.5 ميل (5.6 كم). لقد كانت ماهرة في التطريز ومقدرة للفنون، رغم أنها لم تكن تكن حبا للفن الحديث. وشملت أنشطة التسلية في أوقاتها المشي والسفر، خاصة في منطقة البحيرة. إلا أنها نادرا ما غادرت بريطانيا كما أنها كانت تقضي بعض الوقت في لندن في بداية كل عام، وحضرت الأوبرا والباليه وكانت تقوم بزيارة المعارض. ومع دنو أجلها، في وقت كانت حركتها محدودة بسبب التهاب المفاصل، نمى لدى بيشوب ولع بتاريخ علم الأحياء والطب، على الرغم من أنها لم تنشر أبدًا في هذا المجال. وتوفيت آن بيشوب بسبب الالتهاب الرئوي عن سن يناهز 90 سنة بعد مرض لم يدم مدة طويلة. وأجريت لها مراسيم التأبين في كنيسة الكلية التي امتلأت بمجموعة واسعة أصدقائها.

## تعليمها
تلقت بيشوب تعليمها في المنزل حتى السابعة من عمرها، ثم التحقت بمدرسة ابتدائية خاصة وهي في التاسعة. في عام 1909، أي عندما كانت في العاشرة التحقت بمدرسة فيلدن (Fielden School)التقدمية في مدينة مانشستر مسقط رأسها حيث درست هنالك لمدة ثلاث سنوات. أتمت بيشوب تعليمها الثانوي في مدرسة مانشستر الثانوية للفتيات (Manchester High School for Girls). وبالرغم من اعتزامها دراسة الكيمياء، إلا أن عدم تلقيها علم الفيزياء عني أنها لا تستطيع متابعة دراستها المفضلة في مدرسة الكيمياء الشرفية (Honouros School of Chemistry). وبدلاً من ذلك، تم قبولها في جامعة مانشستر في أكتوبر عام 1918 لدراسة علم النبات والكيمياء وعلم الحيوان. أثار منهج السنة الأولى في علم الحيوان اهتمام بيشوب والتزامها بهذا المجال طوال حياتها. تخرجت بيشوب في كلية دراسة علم الحيوان (School of Zoology) وحصلت على بكالوريوس العلوم مع مرتبة الشرف عام 1921. وحصلت على درجة الماجستير عام 1922. خلال أعوامها الدراسية كطالبة جامعية، درست بيشوب هدبيات مستخرجة من البرك المحلية بإرشاد من عالم الديدان الطفيلية ر. أ. واردل وعالم الأوليات جيوفري لابيدج.

بعد مرور عامين في دراستها الجامعية، وبعد حصولها على جائزة جون دالتون في التاريخ الطبيعي (John Dalton Natural History Prize) التي تمنحها الجامعة، بدأت بيشوب العمل لصالح عالم أوليات آخر هو سيدني ج. هيكسون الذي كان عضواً في الجمعية الملكية. وفي عام 1932، حصلت بيشوب على درجة الدكتوراه من جامعة مانشستر، على بحثها حول طفيل داء الرأس الأسود. وحصلت على درجة الدكتوراه من جامعة كامبريدج عام 1941، لكنها كانت لقباً فقط؛ إذ لم تكن جامعة كامبريدج تمنح درجة الدكتوراه الكاملة للسيدات في ذلك الوقت.

## مشوارها العملي

### عملها المبكر
يعد عمل بيشوب مع هيكسون في سنواتها الدراسية أول جهد بحثي لها فيما يتعلق بتكاثر Spirostomum ambiguum –وهي هدبية كبيرة وُصِفت بأنها شبيهة بالدودة. في عام 1923، أثناء عملها في جامعة مانشستر، عُينت بيشوب عضواً بحثياً شرفياً. وفي 1924، أصبحت محاضرة بدوام جزئي في قسم علم الحيوان بجامعة كامبريدج، وكانت بذلك ثاني امرأة تُعين في القسم. وقد عانت المرأتان من التهميش أحياناً، فعلى سبيل المثال، لم يكن يسمح لها بالجلوس على الطاولة نفسها مع الرجال لتناول الشاي، وتجلس بدلاً من ذلك على صندوق إسعافات أولية. وهناك أكملت بيشوب عملها على الهدبية Spirostomum بصفتها عالمة الأوليات الوحيدة في الكلية.

في عام 1926، تركت بيشوب هذا المنصب لتعمل لصالح كليفورد دوبيل في المعهد الوطني للبحوث الطبية (National Institute for Medical Research) حيث عملت لمدة ثلاث سنوات. تحت إشراف دوبيل، درست بيشوب الأميبا الطفيلية التي توجد في السبيل الهضمي للإنسان. وقامت بالتركيز على الأنواع المسئولة عن الزحار الأميبي والأميبا الحالة للنسج (Entamoeba histolytica). درس دوبيل وبيشوب وباتريك ليدلو تأثير قاتلات الأميبا مثل دواء إيميتين (emetine) بغرض علاج الأمراض الأميبية. في مسيرتها المهنية لاحقاً، أطلقت بيشوب على نوع الأميبا دوبيلينا (Dobellina) تيمناً باسم أستاذها.

### معهد مولتينو
قضت بيشوب معظم حياتها المهنية في معهد مولتينو لدراسة علم الأحياء الطفيلية بكامبريدج، والذي عادت إليه عام 1929. وكان عملها هناك امتداداً لبحثها مع دوبيل حيث درست الانقسام الميتوزي في الأسواط وأنواع عدة من الأميبا، بما فيها الفقاريات واللافقاريات. قامت بيشوب بعزل نوع من الأوليات، هو كائن لاهوائي aerotolerant anaerobes، من المسار الهضمي لعلقة Haemopis sanguisuga خلال هذه الفترة. كما اكتشفت أيضاً نوعاً جديداً، هو Pseudotrichomonas keilini ، والذي اسمته تعبيراً عن شكرها لزميلها ديفيد كيلين، هذا بالإضافة إلى الطفيل الذي يشبه نوع Trichomonas. وكان بحثها في مانشستر مع هـ. ب باينون معني بتعريف طفيل الرأس الأسود الذي يصيب الديكة الرومية وعزله ودراسته، والذي يعرف أيضاً بـ Histomonas meleagridis ، وقد كانت هذه الدراسة أساساً لتقنية عزل الطفيليات وتنميتها من مقاطع متضررة في الكبد. يعد كلاً من بيشوب وباينون أول عالمان يعزلان النيسجة (Histomonas) ثم يثبتان دورها في الإصابة بداء الرأس الأسود. إن خبرة بيشوب مع الطفيليات الأولية تمت ترجمتها باعتبارها أفضل عمل معروف لها، وهي دراسة شاملة عن طفيل الملاريا (المتصورة) والعلاجات الكيميائية المحتملة لعلاج المرض.

بين عامي 1937 و1938، درست بيشوب تأثير عدة عوامل، منها المواد المختلفة في الدم ودرجات الحرارة المختلفة، على السلوك الغذائي لناقل مالاريا الدواجن (Plasmodium gallinaceum) أي بعوضة الزاعجة المصرية (Aedes aegypti). كما درست العوامل التي تسهم في تكاثر المتصورة. وصار هذا العمل أساساً لبحث لاحق مستمر لإنتاج لقاح للملاريا. وتم دعم عملها اللاحق عند نشوب الحرب العالمية الثانية. أثناء الحرب، قامت بدراسة علاجات كيميائية بديلة للملاريا. وقد ساعد بحثها الجهود البريطانية في الحرب إذ تعذر الحصول على مادة كينين المضادة للملاريا بسبب احتلال اليابان لالأنتيل الهولندية. أما بين الأعوام 1947 إلى 1964، كانت مسئولة عن معهد بحوث العلاجات الكيميائية التابع لمعهد مولتينو الذي يتبع بدوره مجلس البحوث الطبية.

تطور عمل بيشوب ليشمل دراسات حول المقاومة للدواء في كل من الطفيل والكائنات المضيفة، وهي الدراسات التي ستكسبها مكاناً في الجمعية الملكية. تضمنت الأعمال الهامة التي قامت بها بيشوب في هذه الفترة دراسة تظهر أن الطفيل نفسه لم يطور مقاومة ضد مادة الكينين (quinine) لكن الكائنات المضيفة هي التي يمكنها تطوير مقاومة ضد عقار بروغوانيل (proguanil). كما قد تم إثبات دقة بحثها الذي أجرته في المختبر عند استخدام الأدوية التي درستها في علاج المرضى الذين يعانون من الملاريا النشيطة (tertian malaria)، وهو شكل من أشكال المرض حيث تحدث نوبات من الحمى كل ثلث يوم. كما قامت بدراسة عقارات باماكين (pamaquine) وأتيبرين (atebrin)، بجانب عقار بروغوانيل (proguanil)، على الرغم من أن عقار بروغوانيل (proguanil) هو الوحيد الذي أظهر أنه يتسبب في تطوير مقاومة للدواء. وأظهرت دراسات أخرى أن طفيل الملاريا بإمكانه تطوير مقاومة عكسية للعقارات الأخرى المضادة للمالاريا. عملت بيشوب في معهد مولتينو حتى عام 1967. وقد استخدمت أبحاثها ومخططاتها التجريبية لاحقاً في دراسات على القوارض والبشر لكن مع بعض التعديلات.

### ألقابها الشرفية وتراثها
حصلت بيشوب على عدة ألقاب وعضويات شرفية أثناء مسيرتها المهنية. ففي عام 1932، تم تعيينها عضواً شرفياً في كلية جيرتون، وهو شرف حملته حتى وفاتها في 1990 كما كانت عضوة في أمانة Beit بين 1929 و1932. كما منحها مجلس البحوث الطبية منحة عام 1937 وهي ما اشعل حماسها لدراسة المتصورة.

في 1945 و1947، شاركت بيشوب في تنظيم مدرسة صيفية للنساء العاملات تابعة لكلية جيرتون وهي مؤسسة تم تصميمها بهدف توفير الاكتفاء المعرفي للنساء اللاتي أنهوا تعليمهن الأساسي في سن ال14. انتخبت بيشوب عضوة في الجمعية الملكية عام 1959، وفي مرحلة ما كانت عضوة في لجنة الملاريا التابعة لمنظمة الصحة العالمية.
أُسِس المجتمع البريطاني لدراسة علم الطفيليات (The British Society for Parasitology) عام 1950 نتيجة لجهودها بيشوب المضنية. فقد تم إعطاؤها في للبداية خمس دولارات فقط وسكرتيرة لبدء هذه الجمعية. ولجمع التبرعات كان على بيشوب خوض الصعاب في اجتماعات الجمعية. كانت الجمعية في البداية مجموعة فرعية لمعهد الأحياء بكامبريدج، ثم صار مجموعة مستقلة في عام 1960 وترأسته بيشوب. وكانت رئيسة المجموعة التي سميت بمجموعة علم الطفيليات التابعة لمعهد الأحياء منذ عام 1960 إلى 1962 وكانت القائدة العامة الثالثة للمجموعة. لاحقاً في هذا العقد، طلب منها قسم الأحياء أن تكون رئيسة القسم، لكنها رفضت بسبب الطبيعة العامة للمنصب. وعلى مدار عشرون عاماً، ظلت بيشوب عضوة في فريق مجلة الطفيليات العلمية (Parasitology) كمحررة. إن شراكة بيشوب مدى الحياة مع كلية جيرتون دفعت إلى وضع لوحة لتخليد ذكراها وكتب عليها عبارة مقتبسة عن فيرجيل وتقول: «سعيد هو من استطاع معرفة أسباب الأشياء.» وفي عام 1922، خصصت الجمعية البريطانية لدراسة علم الطفيليات منحة باسم بيشوب وهي جائزة آن بيشوب للسفر، لمساعدة باحثي علم الطفيليات الشباب للسفر في أعمال ميدانية حيث تتوطن الطفيليات التي يهتمون بها.

## منشورات مختارة
- Bishop، Ann (1923). "Some observations upon Spirostomum ambiguum (Ehrenberg)" (PDF). Quarterly Journal of the Microscopical Society. ج. 67: 391–434. مؤرشف من الأصل (PDF) في 2023-04-02.
- Bishop، Ann (1927). "The cytoplasmic structures of Spirostomum ambiguum (Ehrenberg)" (PDF). Quarterly Journal of the Microscopical Society. ج. 71: 147–172. مؤرشف من الأصل (PDF) في 2023-04-02.
- Laidlaw، P. P.؛ Dobell، Clifford؛ Bishop، Ann (1928). "Further experiments on the action of emetine in cultures of Entamoeba histolytica". Parasitology. ج. 20 ع. 2: 207–220. DOI:10.1017/S0031182000011604.
- Bishop، Ann؛ Dobell، Clifford (1929). "Researches on the intestinal protozoa of monkeys and man. III: The action of emetine on natural amoebic infections in Macaques". Parasitology. ج. 21 ع. 4: 446–468. DOI:10.1017/S0031182000029334.
- Bishop، Ann (1929). "Experiments on the action of emetine in cultures of Entamoeba coli". Parasitology. ج. 21 ع. 4: 481–486. DOI:10.1017/S003118200002936X.
- Bishop، Ann (1931). "The morphology and division of Trichomonas". Parasitology. ج. 23 ع. 2: 129–156. DOI:10.1017/S0031182000013524.
- Bishop، Ann (1938). "Histomonas meleagridis in domestic fowls (Gallus gallus). Cultivation and experimental infection". Parasitology. ج. 30 ع. 2: 181–194. DOI:10.1017/S0031182000025749.
- Bishop، Ann (1942). "Chemotherapy and avian malaria". Parasitology. ج. 34 ع. 1: 1–54. DOI:10.1017/S0031182000015985.
- Bishop، Ann؛ Gilchrist، Barbara M. (1946). "Experiments upon the feeding of Aëdes aegypti through animal membranes with a view to applying this method to the chemotherapy of malaria". Parasitology. ج. 37 ع. 1–2: 85. DOI:10.1017/S0031182000013202.
- Bishop، Ann؛ Birkett، Betty (1947). "Acquired resistance to paludrine in Plasmodium gallinaceum". Nature. ج. 159 ع. 4052: 884–885. DOI:10.1038/159884a0.
- Bishop، Ann؛ Birkett، Betty (1948). "Drug-resistance in Plasmodium gallinaceum, and the persistence of paludrine-resistance after mosquito transmission". Parasitology. ج. 39 ع. 1–2: 125–137. DOI:10.1017/S0031182000083657.
- Bishop، Ann؛ McConnachie، Elspeth W. (1948). "Resistance to sulphadiazine and 'paludrine' in the malaria parasite of the fowl (p. Gallinaceum)". Nature. ج. 162 ع. 4118: 541–543. DOI:10.1038/162541a0.
- Bishop، Ann؛ McConnachie، Elspeth W. (1950). "Sulphadiazine-resistance in Plasmodium gallinaceum and its relation to other antimalarial compounds". Parasitology. ج. 40 ع. 1–2: 163–174. DOI:10.1017/S0031182000017996.
- Bishop، Ann (1955). "Problems concerned with gametogenesis in Haemosporidiidea, with particular reference to the genus Plasmodium". Parasitology. ج. 45 ع. 1–2: 163–185. DOI:10.1017/S0031182000027542.
- Bishop، Ann؛ McConnachie، Elspeth W. (1956). "A study of the factors affecting the emergence of the gametocytes of Plasmodium gallinaceum from the erythrocytes and the exflagellation of the male gametocytes". Parasitology. ج. 46 ع. 1–2: 192–215. DOI:10.1017/S0031182000026433.
- Bishop، Ann (1959). "Drug resistance in protozoa". Biological Reviews. ج. 34 ع. 4: 334–500. DOI:10.1111/j.1469-185X.1959.tb01317.x.